# Зеледеева
Зеледеева — река в Красноярском крае России. Берёт начало в горах Бырранга на Таймырском полуострове, впадает в Карское море. Замерзает в конце сентября — начале октября, ледоход в июне. Длина — 47 км.

## История
В 1922 году Николай Урванцев во главе геологической экспедиции в двух километрах от устья реки Зеледеева нашёл письма арктической экспедиции Руаля Амундсена, переданные Петеру Тессему и Паулю Кнутсену для отсылки в Норвегию.
Сейчас река входит в состав Большого Арктического заповедника.